# Periodo parlamentario 1980-1985 del Congreso de la República del Perú
El Periodo parlamentario 1980-1985 del Congreso de la República del Perú corresponde a las sesiones legislativas del congreso de tipo bicameral elegido en las elecciones generales de Perú de 1980 para la conformación de una nueva Cámara de Diputados y Cámara de Senadores. Se instaló el 27 de julio de 1980 y concluyó el 26 de julio de 1985. 

## Conformación
En 1978, la Junta Militar convocó a la elección de una Asamblea Constituyente cuya tarea era promulgar una nueva Constitución para la República del Perú. Esta Constitución estructuró que el Congreso estaría conformado por 2 cámaras: El Senado y la Cámara de Diputados. Las elecciones generales de 1980 dieron victoria a Fernando Belaúnde Terry, obteniendo una mayoría parlamentaria acciopopulista segura por su alianza con el Partido Popular Cristiano. Las otras fuerzas fueron el Partido Aprista Peruano y diversos grupos de izquierda.

### Senado
| Agrupación Política                           | N.º        |
| --------------------------------------------- | ---------- |
| Acción Popular                                | 26         |
| Partido Aprista Peruano                       | 18         |
| Partido Popular Cristiano                     | 6          |
| Partido Revolucionario de los Trabajadores    | 2          |
| Unión de Izquierda Revolucionaria             | 2          |
| Alianza Unidad de Izquierda                   | 2          |
| Unidad Democrática Popular                    | 2          |
| Frente Nacional de Trabajadores y Campesinos  | 1          |
| Frente Obrero Campesino Estudiantil y Popular | 1          |
| Total                                         | 60 Curules |

### Cámara de Diputados
| Agrupación Política                          | N.º         |
| -------------------------------------------- | ----------- |
| Acción Popular                               | 98          |
| Partido Aprista Peruano                      | 58          |
| Partido Popular Cristiano                    | 10          |
| Frente Nacional de Trabajadores y Campesinos | 4           |
| Partido Revolucionario de los Trabajadores   | 3           |
| Unidad Democrática Popular                   | 2           |
| Unión de Izquierda Revolucionaria            | 2           |
| Alianza Unidad de Izquierda                  | 1           |
| Partido Comunista Peruano                    | 1           |
| Partido Campesino Revolucionario             | 1           |
| Total                                        | 180 Curules |

## Mesas directivas
| Cargo                  | Titular                      | Partido                   |
| ---------------------- | ---------------------------- | ------------------------- |
| Presidente             | Óscar Trelles Montes         | Acción Popular            |
| Primer vicepresidente  | Ernesto Alayza Grundy        | Partido Popular Cristiano |
| Segundo vicepresidente | Carlos Manchego Bravo        | Acción Popular            |
| Primer secretario      | Eduardo Yashimura Montenegro | Acción Popular            |
| Segundo secretario     | Luis Quintana Rojas          | Partido Popular Cristiano |
| Pró-Secretaria         | Rosa Estrada Alva            | Acción Popular            |

| Cargo                  | Titular                  | Partido        |
| ---------------------- | ------------------------ | -------------- |
| Presidente             | Francisco Belaúnde Terry | Acción Popular |
| Primer vicepresidente  |                          |                |
| Segundo vicepresidente |                          |                |
| Primer Secretario      |                          |                |
| Segundo Secretario     |                          |                |
| Pró-Secretario         |                          |                |

| Cargo                  | Titular                  | Partido                   |
| ---------------------- | ------------------------ | ------------------------- |
| Presidente             | Javier Alva Orlandini    | Acción Popular            |
| Primer vicepresidente  | Mario Polar Ugarteche    | Partido Popular Cristiano |
| Segundo vicepresidente | Gastón Acurio Velarde    | Acción Popular            |
| Primer secretario      | Mario Serrano Solís      | Acción Popular            |
| Segundo secretario     | Alberto Goicochea Iturri | Partido Popular Cristiano |
| Pró-Secretario         | Alberto Carrión          | Acción Popular            |

| Cargo                  | Titular             | Partido        |
| ---------------------- | ------------------- | -------------- |
| Presidente             | Luis Pércovich Roca | Acción Popular |
| Primer vicepresidente  |                     |                |
| Segundo vicepresidente |                     |                |
| Primer Secretario      |                     |                |
| Segundo Secretario     |                     |                |
| Pró-Secretario         |                     |                |

| Cargo                  | Titular                     | Partido                   |
| ---------------------- | --------------------------- | ------------------------- |
| Presidente             | Sandro Mariátegui Chiappe   | Acción Popular            |
| Primer vicepresidente  | Marco Antonio Garrido Malo  | Partido Popular Cristiano |
| Segundo vicepresidente | Mirko Cuculiza Torre        | Acción Popular            |
| Primer secretario      | Pedro del Castillo Bardales | Acción Popular            |
| Segundo secretario     | Luis Quintana Rojas         | Partido Popular Cristiano |
| Pró-Secretario         | Francisco Vásquez Gorrio    | Acción Popular            |

| Cargo                  | Titular                   | Partido                   |
| ---------------------- | ------------------------- | ------------------------- |
| Presidente             | Valentín Paniagua Corazao | Acción Popular            |
| Primer vicepresidente  | Manuel Tafur Ruíz         | Acción Popular            |
| Segundo vicepresidente | Rafael Vega García        | Partido Popular Cristiano |
| Primer Secretario      | Humberto Castro Rivas     | Acción Popular            |
| Segundo Secretario     | Óscar Olivares Montano    | Partido Popular Cristiano |
| Pró-Secretario         | Marco Antonio Burga Bravo | Acción Popular            |

| Cargo                  | Titular                       | Partido                   |
| ---------------------- | ----------------------------- | ------------------------- |
| Presidente             | Ricardo Monteagudo Monteagudo | Acción Popular            |
| Primer vicepresidente  | Moisés Woll Dávila            | Partido Popular Cristiano |
| Segundo vicepresidente | Oriel Boldrini Pomareda       | Acción Popular            |
| Primer secretario      | Domingo Ángeles Ramírez       | Acción Popular            |
| Segundo secretario     | Alberto Goicochea Iturri      | Partido Popular Cristiano |
| Pró-Secretario         | Fernando Seminario Cuglievan  | Acción Popular            |

| Cargo                  | Titular                    | Partido                   |
| ---------------------- | -------------------------- | ------------------------- |
| Presidente             | Dagoberto Láinez Vodanović | Acción Popular            |
| Primer vicepresidente  | Alejandro Montoya Sánchez  | Acción Popular            |
| Segundo vicepresidente | José Jiménez Mostajo       | Partido Popular Cristiano |
| Primer Secretario      | Pedro Bardí Zeña           | Acción Popular            |
| Segundo Secretario     | Raúl Meza Gamarra          | Partido Popular Cristiano |
| Pró-Secretario         | Francisco Aramayo Pinazo   | Acción Popular            |

| Cargo                  | Titular            | Partido        |
| ---------------------- | ------------------ | -------------- |
| Presidente             | Manuel Ulloa Elías | Acción Popular |
| Primer vicepresidente  |                    |                |
| Segundo vicepresidente |                    |                |
| Primer secretario      |                    |                |
| Segundo secretario     |                    |                |
| Pró-Secretario         |                    |                |

| Cargo                  | Titular                    | Partido        |
| ---------------------- | -------------------------- | -------------- |
| Presidente             | Elías Mendoza Habersperger | Acción Popular |
| Primer vicepresidente  |                            |                |
| Segundo vicepresidente |                            |                |
| Primer Secretario      |                            |                |
| Segundo Secretario     |                            |                |
| Pró-Secretario         |                            |                |